# Драгутин Н. Митић
Драгутин Н. Митић (Ниш, 29. октобар 1945 - Ниш, 29. септембар 2016) био је редовни професор Електронског факултета Универзитета у Нишу.

## Биографија
Рођен је 29. октобра 1945. године у Нишу. Основну школу је уписао у Блацу, а завршио у Белотинцу у околини Ниша, средњу Електротехничку школу Никола Тесла у Нишу је завршио 1963. године, када уписује Технички факултет у Нишу, на департману за Електротехнику. Дипломирао је 1966. године са високим просеком. После завршетка студија запошљава се 1967. године у Електронску индустрију где је као млади инжињер почео да ради и стиче своја прва сазнања о раду у индустрији. Касније одлази у војску и после повратка заснива радни однос на Електронском факултету у Нишу као асистент, где је радио до краја професионалне каријере. Магистрирао је 1976. године, а докторирао 1980. године. Магистарска и докторска теза су урађене под менторством професора др Јована Сурутке, сталног члана САНУ-а. У звање редовног професора бива изабран 1989. године на катедри за Теоријску електротехнику. Пензионисан је 2011. године.
Професор Драгутин Н. Митић је на универзитету и факултету имао бројне функције. Био је продекан Електронског факултета, као и председник разних комисија и савета како факултета, тако и Универзитета у Нишу. Никада се није политички ангажовао. Био је ожењен, имао је ћерку и сина. Говорио је енглески, руски, бугарски и немачки језик.

## Наставна делатност

### Предавања на редовним студијама
Целокупна наставничка каријера професора Митића везана је за Теоријску електротехнику. Бавио се Електромагнетиком, Статиком и решавањем кола у Електротехници. Област којом се највише бавио су биле антене и решавање проблема спрегнутих антена.
Поред рада на Електронском факултету у Нишу, радио је као професор по позиву и на Приштинском универзитету и Високој школи у Врању.

### Предавања на III степену и по позиву
Водио је студије на III степену на Електронском факултету у Нишу до пензионисања.
Био је ментор за више од 50 дипломских радова, 30 магистратура и 20 доктората наших и страних кандидата, а за више страних доктората давао је своје мишљење (писмено).

### Осавремењивање наставног процеса
Професор Митић је посебну пажњу посветио наставном процесу и припремању наставних јединица. Код свих анкета међу студентима добијао је највише оцене за одржана предавања. Посебно се бавио проблемом пријема студената на прву годину студија и њиховом прилагођавању универзитетској настави. Био је један од најцењенијих професора.

## Научно-стручна делатност

### Учешће на научно-стручним скуповима
Учествовао је на многим научним скуповима из области Електротехнике и Магнетике, као и на ЕТРАН-у, ПЕС-у и ТЕЛФОР-у.
Поред ових скупова професор Драгутин Н. Митић учествовао је по позиву на великом броју других скупова: у Чешкој, Немачкој, Словенији и другим републикама бивших Југословенских држава.

## Још пар интересантних ствари
Године 1968. по повратку из војске у Ниш доноси Јапанску мисаону игру која се зове ГО. У току студија био је и члан Студентског академског позоришта и активан у разним студентским организацијама. Оснивач је и студентског листа ЕЛЕФ на Електронском факултету у Нишу.